# MIRACLE デビクロくんの恋と魔法
『MIRACLE デビクロくんの恋と魔法』（ミラクル デビクロくんのこいとまほう）は、2014年公開の日本映画。中村航の小説作品『デビクロくんの恋と魔法』を原作としている。

## キャスト
- 山本光：相葉雅紀
- 高橋杏奈：榮倉奈々
- テ・ソヨン：ハン・ヒョジュ
- 北山一路：生田斗真
- 栗田夏生：小市慢太郎
- 律子：渡辺真起子
- 夢野森：塚地武雅
- 唐木れもん：岸井ゆきの
- 里奈：市川実和子
- 居酒屋の店主：温水洋一
- イベント司会者：クリス・ペプラー
- デビクロくん（声）：劇団ひとり
- 愛実：平澤宏々路
- 山本光（幼少時代）：二宮慶多
- 高橋杏奈（幼少時代）：松本来夢
- カルロ：クリス・マッコームス
- ラヴィ：カイル・ギブソン
- ユーゴ：駿

## スタッフ
- 監督：犬童一心
- エグゼクティブ・プロデューサー：豊島雅郎、三木裕明
- プロデューサー：荒木美也子
- ラインプロデューサー：鈴木嘉弘
- 原作：中村航
- 脚本：菅野友恵
- 撮影：蔦井孝洋
- 照明：疋田ヨシタケ
- 録音：志満順一
- 美術：杉本亮
- 編集：洲崎千恵子
- 音楽：上野耕路
- 音響効果：岡瀬晶彦
- 音楽監修：山下達郎
- 音楽プロデューサー：安井輝
- テーマ曲：山下達郎「クリスマス・イブ」（MOON RECORDS / ワーナーミュージック・ジャパン）
- 装飾：松下利秀
- 助監督：李相國
- 製作：長澤修一、市川南、藤島ジュリーK.、都築伸一郎
- スタイリスト：小里幸子
- ヘアメイク：百瀬広美
- 制作担当：齋藤大輔
- キャスティング：田端利江
- スクリプター：天池芳美
- VFXスーパーバイザー：太田垣香織
- キャラクターデザイン：宮尾和孝
- アニメーションプロデューサー：小板橋司
- ポストプロダクションプロデューサー：大屋哲男
- 制作協力：ドラゴンフライ
- 配給：東宝、アスミック・エース
- 企画・制作：アスミック・エース
- 製作：『MIRACLE デビクロくんの恋と魔法』製作委員会（アスミック・エース、東宝、ジェイ・ストーム、小学館）